# 김정일의 죽음과 국장
조선민주주의인민공화국 국방위원장이자 조선로동당 총비서인 김정일의 죽음은 2011년 12월 17일 오전 8시 30분, 열차에서 과로로 인한 급성 심근경색과 심장 쇼크로 사망하였다고 알려졌다. 조선민주주의인민공화국의 방송사들은 김정일이 희천발전소 현지지도 방문 도중이었다고 특별 방송을 통해 밝혔다. 그의 사망 소식은 2일 동안 극비에 부쳐졌으며, 이틀이 지난 12월 19일 정오에 특별 방송 통하여 사망 소식이 공식 발표되었고, 시신은 금수산기념궁전에 안치되었다. 조선민주주의인민공화국은 12월 28일에 영결식을 시작으로, 29일까지 애도기간을 갖기로 하였으며, 김정은 당 중앙군사위원회 부위원장이 군 최고 사령관으로 추대되어 장의위원장을 맡는다고 발표했다. 장의의원은 232명으로, 김정은은 첫 번째에 나열되었으며 동지로 호칭되었다. 그의 시신은 20일, 조선중앙TV를 통해 공개되었다. 외국 조문단은 받지 않기로 결정했다고, 조선중앙TV는 보도했다.

## 반응

### 조선민주주의인민공화국
김정일 국방위원장의 사망 이후 대한민국 정부의 조문에 관한 태도를 비난하며 "이명박 역적패당과는 영원히 상종하지 않을 것"이라고 밝혔으며 사망한지 13일 만에 새해를 맞아 당 구호를 발표하면서 "적들이 감히 불질을 한다면 청와대와 침략의 본거지를 불바다로 만든다"고 발언하였다

### 대한민국
그의 사망이 공식 발표된 12월 19일은 이명박 대통령의 생일이기도 하였는데 김정일의 사망으로 이명박 대통령의 생일 축하 오찬은 취소되고 모든 국가 공무원은 비상 근무태세에 돌입했다. 동시에 전군 비상경계령이 발령되었다. 12월 20일 대한민국 정부는 "조선민주주의인민공화국 주민에게 조의를 표하며 정부 차원의 조문단은 보내지 않는다"고 발표하였고 더불어 "고 김대중 대통령과 정몽헌 회장 유족의 방북 조문은 허용한다"고 하였으나 노무현 재단 관계자의 방북은 불허했다. 12월 21일, 대한민국 정부는 김정일 위원장에 대한, 개인이나 민간 단체의 조전은 허용하겠다고 발표했다. 또한, 대한민국의 서울대학교의 한 학생이 "학교에 김정일 추모 분향소를 설치하자"고 제안했으나 살인자, 독재자에 대한 추모는 있을 수 없다는 극렬한 반대가 있었다. 그럼에도 설치 허가 없이 분향소를 설치하여 많은 학생의 반대와 청원경찰의 개입 끝에 10여분만에 철거됐다.

### 국제 연합
반기문 총장은 성명에서 “김정일 위원장의 죽음에 애도를 표하고 조선민주주의인민공화국 주민들에게 심심한 위로를 전한다”며 “이번 일이 한반도의 평화와 안정에 위협이 되지 않길 바라며 UN은 조선민주주의인민공화국에 지속적인 원조를 할 것”이라고 언급했다.

### 러시아
메드베데프 러시아 대통령은 김정은에게 조전을 보냈다.

### 미국
김정일 사망 후 미국내 한반도 전문가들이 정세를 진단한 내용이다.

#### 브루스 클링너 헤리지티재단 연구원
자신의 패기를 주민들에게 보여주기 위해 위기를 조장할 수 있다는 점을 감안해 사태를 예의주시할 것으로 보인다.

#### 존 페퍼 미 정책연구소(IPS) 소장
김정은이 아직 승계 이어받을 준비가 되어 있지 않기 때문에 지속적으로 군부가 강력한 위치를 유지할 것으로 보인다.

#### 빅터 차 전략국제문제연구소(CSIS) 한국실장
김정은이 잘 이끌어 갈 수 있을 지는 말하기 어려우며, 김정은은 3년도 되지 않아 승계 이어받기에 이상적인 상황이 아니다.

#### 존 박 미 평화연구소(USIP) 연구원
누가 통치하며 얼마나 효율적으로 통치하는냐가 문제로써 조선민주주의인민공화국과의 정정불안이 가시화된다면 주변국들은 각자 다른 대응을 보일 것으로 전망한다.

#### 신기욱 스탠퍼드대 아태연구소장
김정은 체제가 구축되는데는 상당한 시간이 필요할 것으로 예상된다.

### 일본
김 위원장 사망 소식에 당혹스러워하는 반응을 보이며 후지무라 오사무 관방장관은 "애도의 뜻을 표한다"며 공식적으로 조의를 표했다. 또한 일본 언론은 북일 관계는 당분간 크게 변하지 않을 것이라고 전망했다

### 중화인민공화국
중화인민공화국은 12월 19일 오후 9시경 중국공산당 중앙위, 전국인민대표대회, 중앙군사위, 국무원 명의로 조전을 보냈다. 조전에서 ‘김정은 동지의 영도 아래 전진하라’는 내용을 적시했다. 이는 조선민주주의인민공화국의 최우방국이며 군사적 동맹관계를 맺고 있는 중화인민공화국이 김정은 후계 체제를 인정하고 지지한다는 의사를 표명한 것이다.

## 영향
김일성의 사망은 분명히 세계적인 사건이었지만, 대부분의 지상파 방송 채널은 특보 체제로 변경한 채, 재난방송 주관 방송사인 KBS가 김정일 사망 소식에 대한 뉴스 속보를 먼저 보도되자마자, 전 세계의 매스컴들이 숨 가쁘게 움직이기 시작했다. 
같은 시각, KBS 뉴스를 전해 들은 일본 NHK 서울지국도 KBS 보도를 인용해서 김정일 사망 소식에 대한 엄청난 충격과 파장을 불러일으킨 소식을 일제히 보도하기 시작했고, 비슷한 시각인 NTV(닛폰 TV 방송망)와 후지TV도 정규 방송까지 일제히 중단하면서 SBS와 MBC 뉴스 속보를 인용하여 긴급 보도로 타전했다.
이처럼, KBS와 SBS 등 지상파 3사가 이처럼 속보 경쟁에서 전 세계적 특종을 하게 된 것은 뉴스를 쫓는 방송인들의 집념 어린 노력의 결과였다.